# Универзитет у Румбеку
Универзитет у Румбеку (енгл. Rumbek University) је високошколска установа са седиштем у Румбеку, главном граду вилајета Ел Бухајрат у Јужном Судану. Један је од пет универзитета Јужног Судана. Ректор је Петер Атем Денг, а основан је 2010. године. Има око 500 студената и 40 запослених.

## Факултети
Универзитет у Румбеку састоји се од следећих факултета:
- Економски факултет
- Учитељски факултет